# Katarina Pirak Sikku
Katarina Maria Larsdotter Pirak Sikku, född 12 april 1965 i Jokkmokk är en svensk samisk målare, tecknare och fotograf.

## Biografi
Katarina Pirak Sikku är dotter till Lars Pirak och växte upp i Jokkmokk. Hon utbildade sig på Konsthögskolan i Umeå 2000-2005. I sin konst har Katarina Pirak Sikku riktar blicken mot det svenska rasbiologiska arvet. Hon finns bland annat representerad på Uppsala konstmuseum.
Hon nominerades till Dagens Nyheters kulturpris 2015 för utställningen Nammaláhpán (Namnlös) på Bildmuseet i Umeå 2014.  
Hennes första offentliga permanenta konstverk, Vájaldibme – vandring (2019), går att se utanför Mittuniversitetet i Staare/Östersund samt i universitetets entréhall.  
År 2020 gav hon tillsammans med maken Nils-Henrik Sikku ut boken Torvkåtornas torvkåta och renägarinnan från Skåne. I centrum av boken står familjen Walkeapää som har vinterbostad i Bårjås/Porjus och sommarbetesmarker väster om den uppdämda Stora Lule älv och Sarek. Boken kretsar också kring kåtor och de berättelser om samiskt liv som börjar där.   

## Offentlig konst
- Vájaldibme – vandring, målning, tenn, timmerstockar, 2019, Mittuniversitetet i Östersund

## Utställningar
- Katarina Pirak Sikku / Nammaláhpan (2014-01-31- 2014-04-20) på Bildmuseet, Umeå Universitet: Katarina Pirak Sikku/Utställning/Bildmuseet[7]